# Триестская консерватория имени Джузеппе Тартини
Триестская консерватория имени Джузеппе Тартини (итал. Conservatorio statale di musica “Giuseppe Tartini” di Trieste) — высшее музыкальное учебное заведение, расположенное в итальянском городе Триест. Основана в 1903 году дирижёром Филиппо Манарой как музыкальный лицей, с 1954 года находится в государственном подчинении (в настоящее время под управлением Министерства образования, университетов и научных исследований Италии) и располагается во Дворце Ритмейера (итал. Palazzo Rittmeyer) — здании первой половины XIX века, перестроенном в 1863 году архитектором Джузеппе Бальдини (1808—1877) для предпринимателя Карло де Риттмейера и завещанном городу его вдовой, баронессой Чечилией де Риттмейер (1831—1911). Со дня основания носит имя Джузеппе Тартини, родившегося недалеко от Триеста.

## Директоры консерватории
- Филиппо Манара (1903—1915)
- Адольфо Сколек (1915—1918)
- Филиппо Манара (1919—1929)
- Орландо Саббатини (1929—1932)
- Федерико Бугамелли (1932—1945)
- Вальдо Гарулли (1945)
- Бруно Червенка (1945—1954)
- Ренато Фазано (1954—1955)
- Габриэле Бьянки (1955—1960)
- Орацио Фиуме (1960—1976)
- Альдо Микеллини (1976—1977)
- Луиджи Андреа Джиганте (1977—1981)
- Гуэррино Бизьяни (1981—1982)
- Франческо Вальдамбрини (1982—1985)
- Джакомо Беллуччи (1985—1986)
- Джорджо Бласко (1986—1997)
- Массимо Паровель (1997—2015)
- Роберто Туррин (с 2015 г.)